# Conspiración del Triángulo
La conspiración del triángulo fue una tentativa liberal para derrocar o asesinar a Fernando VII, llevada a cabo por una sociedad secreta de la masonería, que dirigió el abogado valenciano Vicente Richart en febrero de 1816. Pretendían secuestrar al rey en un burdel para, acto seguido, proclamar la Constitución de 1812.
La conspiración fue llevada en secreto para proteger la seguridad de sus ideólogos. Siguieron el procedimiento triangular para evitar el desmantelamiento total de la trama, según el modelo ideado por  Adam Weishaupt, exjesuita y fundador de la sociedad secreta Los Iluminados de Baviera. Así, cada conspirador solo conocía la identidad de dos miembros de la trama y de este modo solo los jefes superiores conocen toda la estructura. En la trama llegaron a participar empleados del Palacio Real.
Finalmente, decidieron matar a Fernando VII en las inmediaciones de la puerta de Alcalá en uno de sus paseos nocturnos, en los que iba acompañado de su fiel Pedro Collado, alias Chamorro (antiguo aguador de la Fuente del Berro, a quien el monarca había conocido en un lupanar) y del duque de Alagón. El monarca sentía predilección por una meretriz andaluza, conocida como "Pepa la Malagueña", en cuyo cubículo, situado en la calle Ave María, los liberales tenían pensado matar al rey. Pero dos sargentos de marina delataron a Vicente Richart y la trama. El capitán Rafael Morales detuvo a Vicente Richart, junto con cincuenta sospechosos. Richart y su adlátere, el barbero Baltasar Gutiérrez, fueron ahorcados en la Plaza de la Cebada de Madrid el 6 de mayo de 1816. Sus cabezas, decapitadas tras la sentencia, fueron expuestas en la picota existente en el camino de Vicálvaro, lugar de paseo habitual de la aristocracia madrileña en la época.